# Panther Racing

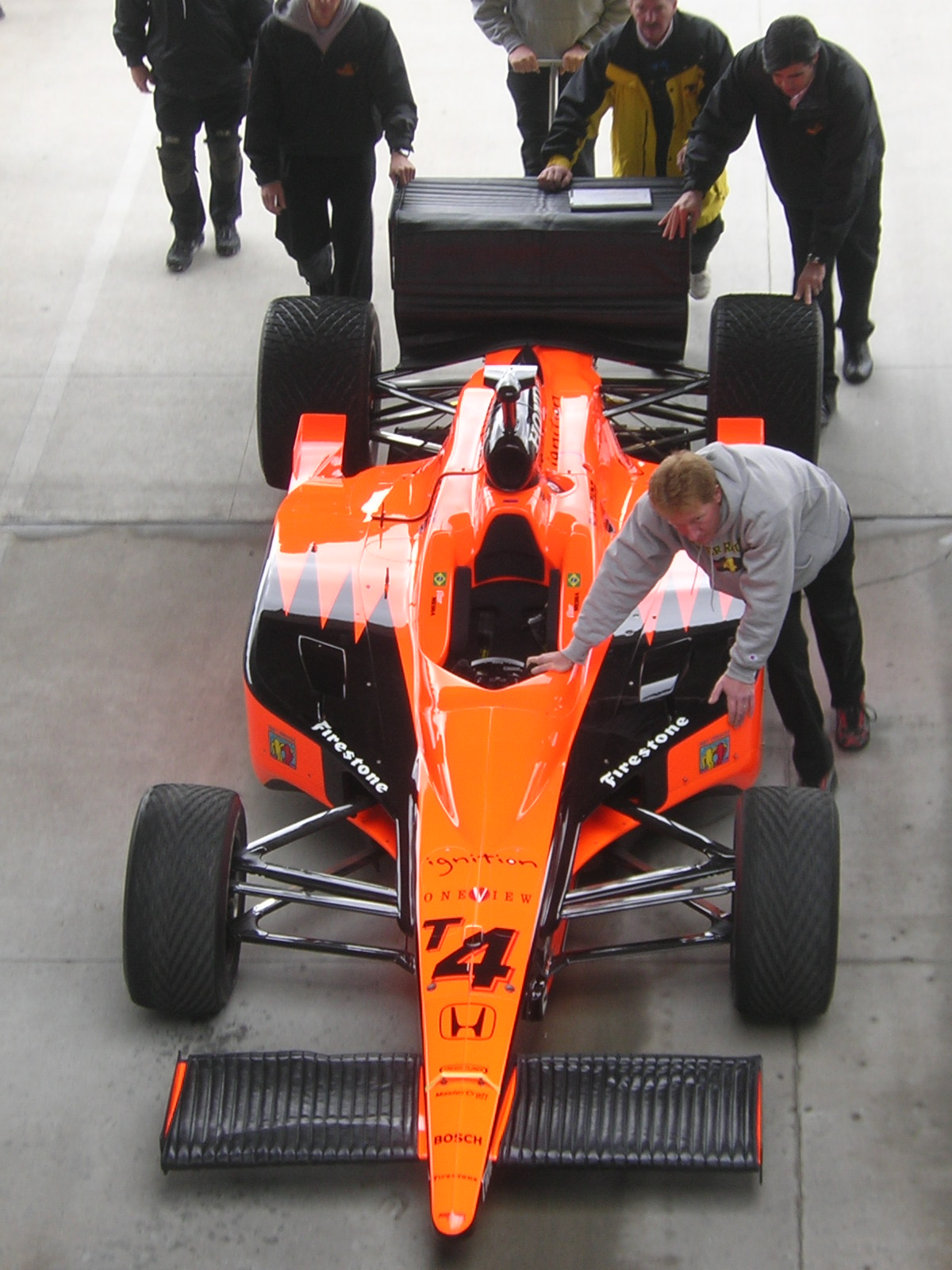
Carro da Panther da IndyCar Series de 2006 de Vitor Meira.

Panther Racing é uma equipe de corrida automobilísticas que compete pela IndyCar. A Panther é uma das equipes mais antigas da IndyCar.

## História
A equipe foi criada em 1997 e começou a disputar a IndyCar na temporada de 1998.

## Pilotos
| Temporada     | Nome           | Chassis | Motor      | Pneus | Pilotos                                                | Classificação |
| ------------- | -------------- | ------- | ---------- | ----- | ------------------------------------------------------ | ------------- |
| 2011 Detalhes | Panther Racing | Dallara | Honda      | F     | J. R. Hildebrand                                       |               |
| 2010 Detalhes | Panther Racing | Dallara | Honda      | F     | Dan Wheldon Ed Carpenter                               |               |
| 2009 Detalhes | Panther Racing | Dallara | Honda      | F     | Dan Wheldon                                            |               |
| 2008 Detalhes | Panther Racing | Dallara | Honda      | F     | Vitor Meira Dan Wheldon                                |               |
| 2007 Detalhes | Panther Racing | Dallara | Honda      | F     | Vitor Meira John Andretti Kosuke Matsuura Hideki Mutoh |               |
| 2006 Detalhes | Panther Racing | Dallara | Chevrolet  | F     | Vitor Meira                                            |               |
| 2005 Detalhes | Panther Racing | Dallara | Chevrolet  | F     | Tomas Scheckter Tomáš Enge Townsend Bell Buddy Lazier  |               |
| 2004 Detalhes | Panther Racing | Dallara | Chevrolet  | F     | Tomas Scheckter Mark Taylor Townsend Bell              |               |
| 2003 Detalhes | Panther Racing | Dallara | Chevrolet  | F     | Sam Hornish Jr. Robby McGehee Billy Boat               |               |
| 2002 Detalhes | Panther Racing | Dallara | Chevrolet  | F     | Sam Hornish Jr. Dan Wheldon                            |               |
| 2001 Detalhes | Panther Racing | Dallara | Oldsmobile | F     | Sam Hornish Jr.                                        |               |
| 2000 Detalhes | Panther Racing | Dallara | Oldsmobile |       | Scott Goodyear                                         |               |
| 1999 Detalhes | Panther Racing | Dallara | Oldsmobile | G     | Scott Goodyear                                         |               |
| 1998 Detalhes | Panther Racing | G-Force | Oldsmobile | G     | Scott Goodyear                                         |               |